# John Ekberg
John Lauri Ekberg, född 23 november 1889 i Helsingfors, död 8 oktober 1973, var en finländsk sångare.
Ekberg blev student 1910 och arbetade som kontorist i Helsingfors. Sedermera anställdes han vid banken Sampos huvudkontor i Helsingfors. Vid sidan om sitt arbete var Ekberg musikaliskt verksam och hade i sin ungdom studerat sång i både Finland och Italien.
Åren 1913 och 1929 gjorde Ekberg 31 skivinspelningar på finska och svenska. En del av dessa gjordes tillsammans med sångaren Edvin Bäckman.

## Skivinspelningar

### 1913
- Rukous (tillsammans med Edvin Bäckman)
- Niin minä neitonen sinulle laulan
- Det gingo två flickor i rosende lund
- Förgäves uppå stigen
- Vaeltajan iltalaulu (tillsammans med Edvin Bäckman)
- On tyyni nyt (tillsammans med Edvin Bäckman)
- Oi kiitos sa Luojani armollinen (tillsammans med Edvin Bäckman)
- Yksi ruusu on kasvanut laaksossa

### 1929
- Aamulaulu
- Kun joulu on
- Aamuserenadi
- Pusta uninuaa
- Se kvisten skälver
- Kirje äidille
- Kirje äidilte
- Balalaikka
- Kuin huippuva hiillos tummentuu
- Backfish
- Långsamt som kvällskyn
- Illalla
- Donin tyttö
- Sunnuntai
- Valkohiutaleita
- Kun taas majakat loistetta luo
- Miks' oi armas kyynel sun silmäs' täyttää
- Linnunrata
- Enkeli taivaan lausui näin
- Siirtolaisvalssi